# Hoplotriclis artemisicola
Hoplotriclis artemisicola là một loài ruồi trong họ Asilidae. Hoplotriclis artemisicola được Lehr miêu tả năm 1969.